# Ampere (Band)
Ampere ist eine Screamo-Band aus dem US-amerikanischen Amherst. Die Band ist bekannt für ihre kurzen, zehn- bis fünfzehnminütigen Live-Auftritte.

## Geschichte
Die vierköpfige Band wurde 2002 gegründet, wobei die meisten Bandmitglieder schon in anderen Bands spielten, so etwa bei Orchid. 2006 ging die Band zusammen mit der Band Sinaloa zuerst auf US- und dann auf Europa-Tour. Im gleichen Jahr veröffentlichten die beiden Bands eine gemeinsame Split-EP. Nach einigen anderen Aufnahmen mit anderen Bands und vielen Liveauftritten folgte 2007 unter anderem eine Split mit der Screamoband Funeral Diner.
Die Band lebt vegan und wirbt stark für den D.I.Y.-Gedanken in der Punk/Hardcore-Punk- und Emo-Szene.

## Stil
Die Band spielt harten, chaotischen Screamo. Dabei wechseln sich kurze ruhige, melodiöse Parts, mit brachialen schnellen Schreieinlagen und hartem Gitarren und Schlagzeugspiel ab. Die Band wird oft mit Orchid verglichen, in der Gitarrist Will Killingsworth vorher spielte, gerade im Bezug auf ihr älteres Album All Our Tomorrows End Today. Dennoch spielen auch Screamo- und Emobands wie etwa Native Nod als Einflüsse eine Rolle. Bei dem deutschen Label und Versand Green Hell heißt es zur Band:

„Ein […] Orkan aus Wut und Verzweifelung. Ampere sind eine der ganz wenigen US Bands, die diesen Stil noch spielt.“

## Diskografie
- 2003: Split-EP mit Wolves (Moganono Records)
- 2004: All Our Tomorrows End Today (Ebullition Records)
- 2006: Split-Album mit Das Oath (Clean Plate Records)
- 2006: Split Recording (Split-Album mit Sinaloa, Ebullition Records)
- 2006: Live At Dead Air Studios (Split-Album mit Death To Tyrants, Daniel Striped Tiger und Wasteland, Clean Plate Records)
- 2011: Like Shadows (No Idea Records)
- 2014: Split-EP mit Raein (No Idea Records)